# العلاقات الجامايكية الليبية
العلاقات الجامايكية الليبية هي العلاقات الثنائية التي تجمع بين جامايكا وليبيا.

## مقارنة بين البلدين
هذه مقارنة عامة ومرجعية للدولتين:
| وجه المقارنة                                              | جامايكا       | ليبيا                                       |
| --------------------------------------------------------- | ------------- | ------------------------------------------- |
| المساحة (كم2)                                             | 10.99 ألف     | 1.76 مليون                                  |
| عدد السكان (نسمة)                                         | 2.95 مليون    | 6.37 مليون                                  |
| الكثافة السكانية (ن./كم²)                                 | 268.43        | 3.62                                        |
| العاصمة                                                   | كينغستون      | طرابلس                                      |
| اللغة الرسمية                                             | لغة إنجليزية  | اللغة العربية، اللغة العربية الفصحى الحديثة |
| العملة                                                    | دولار جامايكي | دينار ليبي                                  |
| الناتج المحلي الإجمالي (بليون دولار)                      | 14.77 مليار   | 50.98 مليار                                 |
| الناتج المحلي الإجمالي (تعادل القوة الشرائية) بليون دولار | 24.79 مليار   | 69.32 مليار                                 |
| الناتج المحلي الإجمالي الاسمي للفرد دولار أمريكي          | 5.23 ألف      |                                             |
| الناتج المحلي الإجمالي للفرد دولار أمريكي                 | 8.88 ألف      | 15.60 ألف                                   |
| مؤشر التنمية البشرية                                      | 0.719         | 0.724                                       |
| رمز المكالمات الدولي                                      | +1876         | +218                                        |
| رمز الإنترنت                                              | .jm           | .ly                                         |
| المنطقة الزمنية                                           | 00            | ت ع م+02:00، توقيت شرق أوروبا               |

## منظمات دولية مشتركة
يشترك البلدان في عضوية مجموعة من المنظمات الدولية، منها:
| علم المنظمة | اسم المنظمة                        | تاريخ انضمام جامايكا | تاريخ انضمام ليبيا |
| ----------- | ---------------------------------- | -------------------- | ------------------ |
|             | يونسكو                             | 7 نوفمبر 1962        | 27 يونيو 1953      |
|             | وكالة ضمان الاستثمار متعدد الأطراف | 12 أبريل 1988        | 5 أبريل 1993       |
|             | الأمم المتحدة                      | 18 سبتمبر 1962       | 14 ديسمبر 1955     |
|             | الاتحاد البريدي العالمي            | ?                    | ?                  |
|             | البنك الدولي للإنشاء والتعمير      | 21 فبراير 1963       | 17 سبتمبر 1958     |
|             | الاتحاد الدولي للاتصالات           | 18 فبراير 1963       | 3 فبراير 1953      |
|             | منظمة حظر الأسلحة الكيميائية       | ?                    | ?                  |
|             | مؤسسة التمويل الدولية              | 31 مارس 1964         | 18 سبتمبر 1958     |
|             | منظمة الشرطة الجنائية الدولية      | ?                    | ?                  |

## وصلات خارجية
- موقع وزارة الخارجية الجامايكية
- موقع وزارة الخارجية الليبية